# Sieniczno (gromada)
Sieniczno – dawna gromada, czyli najmniejsza jednostka podziału terytorialnego Polskiej Rzeczypospolitej Ludowej w latach 1954–1972.
Gromady, z gromadzkimi radami narodowymi (GRN) jako organami władzy najniższego stopnia na wsi, funkcjonowały od reformy reorganizującej administrację wiejską przeprowadzonej jesienią 1954 do momentu ich zniesienia z dniem 1 stycznia 1973, tym samym wypierając organizację gminną w latach 1954–1972.
Gromadę Sieniczno z siedzibą GRN w Sienicznie utworzono – jako jedną z 8759 gromad na obszarze Polski – w powiecie olkuskim w woj. krakowskim, na mocy uchwały nr 28/IV/54 WRN w Krakowie z dnia 6 października 1954. W skład jednostki weszły obszary dotychczasowych gromad Sieniczno, Kosmołów, Zederman i Olewin ze zniesionej gminy Rabsztyn w tymże powiecie. Dla gromady ustalono 24 członków gromadzkiej rady narodowej.
31 grudnia 1961 do gromady Sieniczno przyłączono obszar zniesionej gromady Osiek oraz wieś Zawada ze zniesionej gromady Gorenice.
Gromada przetrwała do końca 1972 roku, czyli do kolejnej reformy gminnej.